# Groszek siewny
Groszek siewny, groszek zwyczajny, lędźwian siewny (Lathyrus sativus) – gatunek rocznej rośliny z rodziny bobowatych. W stanie dzikim rośnie w Azji Mniejszej, uprawiany jest na terenie Europy Środkowej, w Indiach. W Polsce efemerofit.

## Morfologia

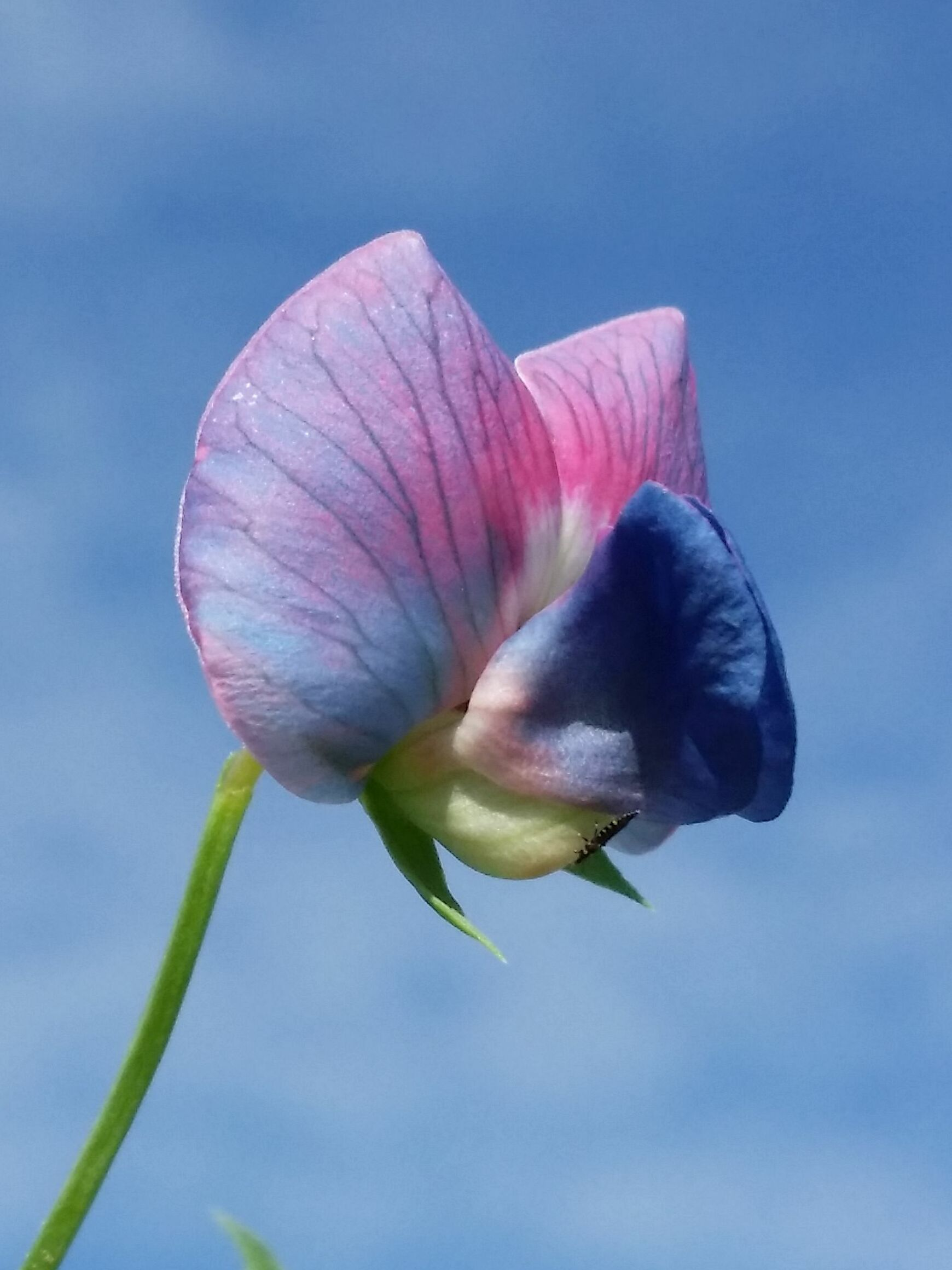
Kwiat

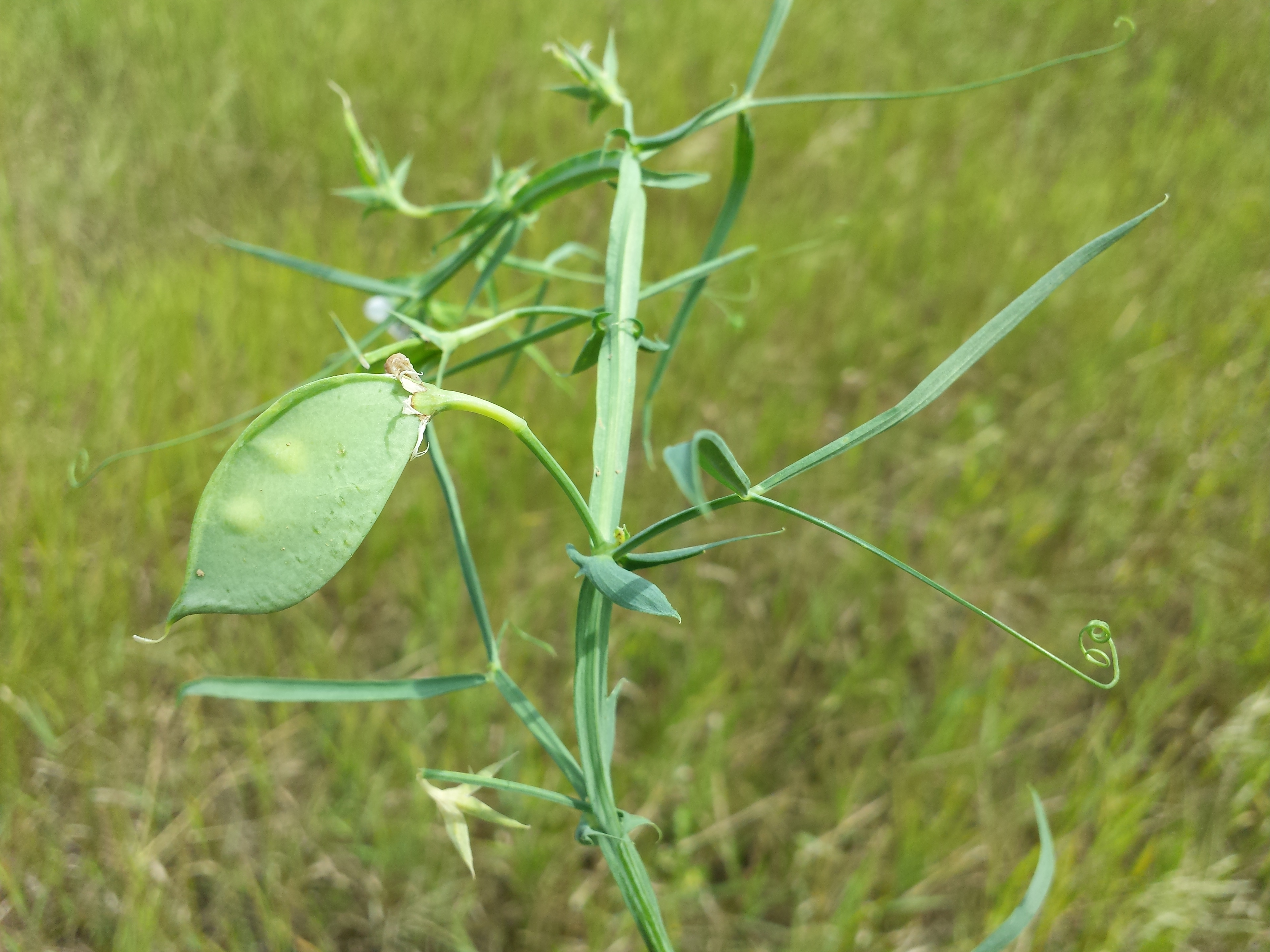
Pęd z owocem

PokrójRoślina płożąca, dorasta do 30–100 cm długości.
LiścieLiście z szeroko oskrzydlonym ogonkiem i wąsach czepnych, przylistki duże.
KwiatyW kolorze najczęściej niebieskawym, wyrastają pojedynczo w kątach liści na szypułce o długości 3–6 cm.
Owoce2–4 nasienne strąki o szerokości ponad 1 cm wyposażone w dwa skrzydełka na stronie grzbietowej.

## Zastosowanie
Owoce (strąki z nasionami) są jadalne. Z nasion uzyskuje się mąkę chlebową. Nasiona wykorzystywane są również jako namiastka kawy oraz jako pasza, na zielonkę. Gatunek radzi sobie dobrze na glebach słabych i suchych, aczkolwiek może być też uprawiany na żyźniejszych stanowiskach.